# کورت هنسلیت
کورت هنسلیت (۱۹۰۸ - ۱۹۷۳) دانش‌آموز و دستیار هانس آدولف کربس بود. آن‌ها با هم چرخه اوره (چرخه کربس–هنسلیت) را کشف کردند و محلول کربس–هنسلیت را توسعه دادند.